# Moissac-Vallée-Française
Moissac-Vallée-Française är en kommun i departementet Lozère i regionen Occitanien i södra Frankrike. Kommunen ligger i kantonen Saint-Germain-de-Calberte som tillhör arrondissementet Florac. År 2022 hade Moissac-Vallée-Française 217 invånare.

## Befolkningsutveckling
Antalet invånare i kommunen Moissac-Vallée-Française
| Referens: INSEE |